# TRIP6
TRIP6 (англ. Thyroid hormone receptor interactor 6) – білок, який кодується однойменним геном, розташованим у людей на короткому плечі 7-ї хромосоми. Довжина поліпептидного ланцюга білка становить 476 амінокислот, а молекулярна маса — 50 288.
| 10         |  | 20         |  | 30         |  | 40         |  | 50         |
| ---------- |  | ---------- |  | ---------- |  | ---------- |  | ---------- |
| MSGPTWLPPK |  | QPEPARAPQG |  | RAIPRGTPGP |  | PPAHGAALQP |  | HPRVNFCPLP |
| SEQCYQAPGG |  | PEDRGPAWVG |  | SHGVLQHTQG |  | LPADRGGLRP |  | GSLDAEIDLL |
| SSTLAELNGG |  | RGHASRRPDR |  | QAYEPPPPPA |  | YRTGSLKPNP |  | ASPLPASPYG |
| GPTPASYTTA |  | STPAGPAFPV |  | QVKVAQPVRG |  | CGPPRRGASQ |  | ASGPLPGPHF |
| PLPGRGEVWG |  | PGYRSQREPG |  | PGAKEEAAGV |  | SGPAGRGRGG |  | EHGPQVPLSQ |
| PPEDELDRLT |  | KKLVHDMNHP |  | PSGEYFGQCG |  | GCGEDVVGDG |  | AGVVALDRVF |
| HVGCFVCSTC |  | RAQLRGQHFY |  | AVERRAYCEG |  | CYVATLEKCA |  | TCSQPILDRI |
| LRAMGKAYHP |  | GCFTCVVCHR |  | GLDGIPFTVD |  | ATSQIHCIED |  | FHRKFAPRCS |
| VCGGAIMPEP |  | GQEETVRIVA |  | LDRSFHIGCY |  | KCEECGLLLS |  | SEGECQGCYP |
| LDGHILCKAC |  | SAWRIQELSA |  | TVTTDC     |  |            |  |            |

A: Аланін

C: Цистеїн

D: Аспарагінова кислота

E: Глутамінова кислота

F: Фенілаланін

G: Гліцин

H: Гістидин

I: Ізолейцин

K: Лізин

L: Лейцин

M: Метіонін

N: Аспарагін

P: Пролін

Q: Глутамін

R: Аргінін

S: Серин

T: Треонін

V: Валін

W: Триптофан

Кодований геном білок за функцією належить до фосфопротеїнів. 
Задіяний у таких біологічних процесах, як клітинна адгезія, транскрипція, регуляція транскрипції, альтернативний сплайсинг. 
Білок має сайт для зв'язування з іонами металів, іоном цинку. 
Локалізований у цитоплазмі, цитоскелеті, ядрі, клітинних контактах.